# Miyuki Hiramatsu
Miyuki Hiramatsu (平松 美有紀, Hiramatsu Miyuki) est une ancienne joueuse de volley-ball japonaise née le 22 novembre 1991 à Tsu (Préfecture de Mie). Elle mesure 1,81 m et jouait au poste de centrale. Elle a totalisé 5 sélections en équipe du Japon. Elle a mis un terme à sa carrière de volleyeuse professionnelle en mai 2018.

## Clubs
| Club                       | De        | À         |
| -------------------------- | --------- | --------- |
| Tsu Commercial High School |           | 2009-2010 |
| Toyota Auto Body Queenseis | 2010-2011 | 2017-2018 |

## Palmarès
- Coupe de l'impératrice
  - Vainqueur : 2017.
  - Finaliste : 2011.
- Tournoi de Kurowashiki
  - Vainqueur : 2014.
  - Finaliste : 2015.